# Kim Bong-han

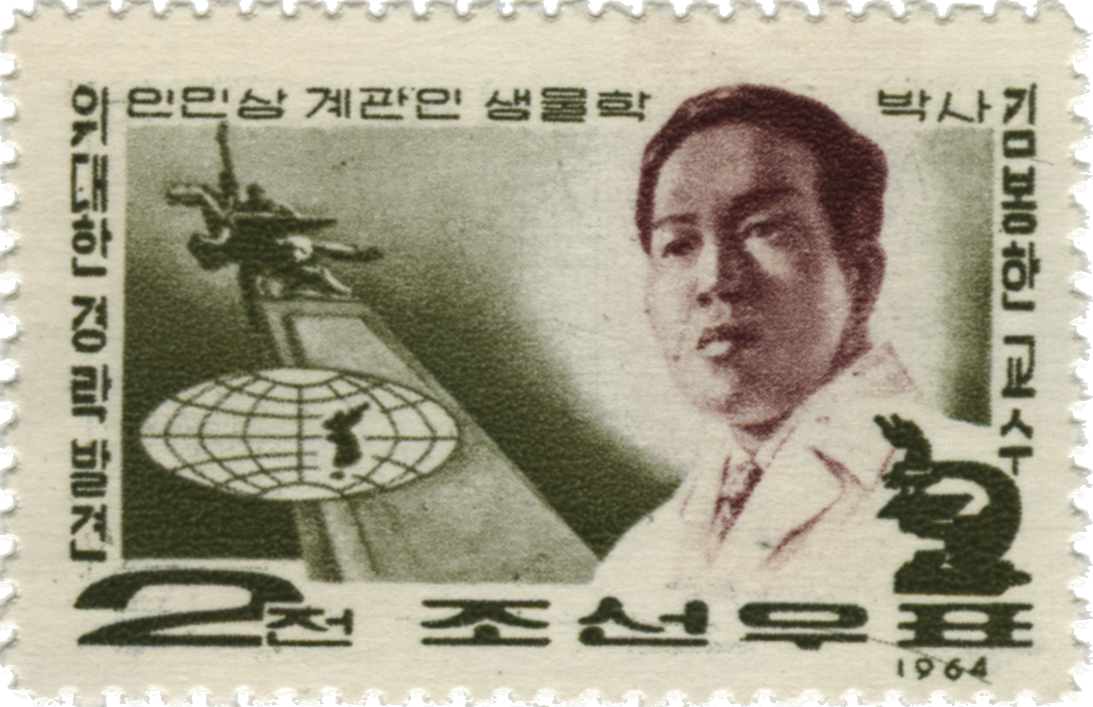
Kim Bong-Han auf einer nordkoreanischen Briefmarke (1964)

Kim Bong-han (* 1916 in Seoul; † vermutlich 1966 in Nordkorea) war ein nordkoreanischer Mediziner. Er postulierte Anfang der 1960er Jahre die Existenz eines sogenannten „Primo Vascular Systems“ (abgekürzt PVS, deutsch etwa „Primo-Gefäßsystem“).

## Leben
Kim wuchs als Sohn eines Apothekers in Seoul auf. Nach seinem Schulabschluss 1934 an der Bosung High School in Seoul studierte er Medizin an der Kyungsung University (seit 1945, nach Abzug der Japaner aus Korea Seoul National University), die er 1940 erfolgreich abschloss und anschließend dort eine Anstellung im Fachbereich Physiologie annahm. 1945 oder ein Jahr später wurde Kim als Assistenzprofessor an das Seoul Women’s Medical College Hospital berufen, das zumindest in späteren Jahren der Korea Seoul National University angegliedert war. Während des Koreakrieges kam Kim dann ohne seine Familie nach Nordkorea, obwohl es keinen Anhaltspunkt gibt, dass er ein Anhänger der kommunistischen Ideologie war, zumal er vorher Mitglied der Koreanischen Demokratischen Partei gewesen war. Möglicherweise dachte er bei dem Umzug nicht daran, dass Korea geteilt werden würde. In Nordkorea arbeitete er als Physiologe und publizierte beispielsweise 1957 eine Arbeit über die Reaktionen der Skelettmuskulatur bei Temperaturveränderungen. In diesem Zeitraum war er auch am Aufbau eines medizinischen Forschungszentrums beteiligt, das von höchster Qualität sein sollte, und wurde Chef der physiologischen Vorlesungen an der Pyongyang Medical School. Die Regierung förderte ab 1956 auch die Forschung in chinesischer Medizin mit Rahmen eines 5-Punkteplans. 1966 ist Kim kommentarlos verschwunden.

## Primo-Gefäßsystem
Bei dem „Primo-Gefäßsystem“ handelt es sich um ein von Kim postuliertes drittes Gefäßsystem, das weder dem Blutgefäßsystem noch dem lymphatischen System zugeordnet werden könne. Es soll sich anatomisch und in Bezug auf die enthaltene Flüssigkeit („Primoflüssigkeit“) von Blut- und Lymphgefäßsystem unterscheiden und aus Gefäßen („Primogefäßen“) und Knoten („Primoknoten“) bestehen. Es bilde ein dichtes Netzwerk aus, das den ganzen Körper durchziehe und frei, dennoch gelegentlich den Bahnen von Nerven, Blut- und Lymphgefäßen folgend, verlaufe.
Es gibt keine anerkannten Belege für die Existenz eines solchen Systems.
Am 18. August 1961 ging Kim mit seiner Entdeckung eines vermeintlich neuen Gefäßsystems erstmals an die Öffentlichkeit. Er nannte seine Entdeckung damals Kyungrak-System und glaubte, eine Entsprechung für das antike System der Meridiane gefunden zu haben. An seinen Arbeiten waren auch andere Mitarbeiter, die aus dem Süden in den Norden Koreas gezogen waren, beteiligt. In den Folgejahren publizierte er noch zahlreiche weitere Arbeiten, die international Beachtung fanden.
Die kommunistische Partei feierte Kims Ergebnisse enthusiastisch und sah sie als Zeichen des eigenständigen Geistes ihrer Nation. Das brachte ihm nicht nur die persönlichen Glückwünsche des damaligen Machthabers Kim Il Sung ein, sondern auch ein eigenes Forschungsinstitut. In dieser Zeit änderte sich dann auch die Terminologie und es wurde aus dem Kyungrak-System das Bonghan-System. Ob diese für koreanische Verhältnisse unübliche Namensänderung auf Veranlassung der Regierung oder durch Kim selbst erfolgte, ist unklar. Die nordkoreanische Führung sah ihn in einer Reihe mit dem Nobelpreisträger Iwan Petrowitsch Pawlow und dessen bahnbrechenden Entdeckungen und importierte für ihn modernste Technik. Auch Park Jung Sik, die Tochter des zu jener Zeit zweitmächtigsten Mannes in Nordkorea, Park Keum Chul, arbeitete für Kim. Kims letzte bekannte Publikation erfolgte 1965.
1966 wurde das Gesundheitssystem in Nordkorea umstrukturiert. In diesem Rahmen verschwanden leitende Funktionäre aus Gesundheitspolitik und Medizinforschung. Auch von Kim und seinen Mitarbeitern gibt es seither keine Spur mehr.
Seine Arbeiten wurden im Ausland in den 1960er Jahren nur einmal nachvollzogen und 1967 von der medizinischen Gesellschaft Russlands verworfen. Ab dem Jahr 2000 wurden sie wieder aufgenommen. Sein Kyungrak-System (später Bonghan-System) wurde 2010 umbenannt in Primo-Gefäßsystem.